# Motor Music
Motor Music er et tysk pladeselskab, som også driver radiostationen Motor FM og tv-kanalen Motor TV. Firmaet blev grundlagt i 1994 af Tim Renner som datterselskab af PolyGram, som i 1998 gik ind under Universal-koncernen. Tim Renner blev chef for Universal-Tyskland, men ledede stadig Motor Music. Ud over virket som pladeselskab, fungerer Motor også som management og forlag.

## Bands
- Dorfdisko
- Hund am Strand
- JR Ewing
- Klee (Band)|Klee
- Koufax
- PeterLicht
- Phillip Boa
- Photonensurfer
- Polarkreis 18
- Schrottgrenze
- Super700
- TempEau
- Rammstein